# Koczów
Koczów [pronunciación en polaco: /ˈkɔt͡ʂuf/] es un pueblo ubicado en el distrito administrativo de Gmina Kamień, dentro del condado de Chełm, voivodato de Lublin, en el este de Polonia. Se encuentra a unos 7 kilómetros al sur de Kamien, a 15 kilómetros al sureste de Chełm, y a 75 kilómetros al este de la capital regional Lublin.